# Moby Kiss
Il Moby Kiss è una nave traghetto appartenente alla compagnia di navigazione italiana Moby Lines, seconda unità a portare questo nome.

## Caratteristiche
La nave è mossa da 4 motori diesel MAN-B&W 8L27/38 da 10.880 KW totali, che le consentono di arrivare a una velocità massima di 18 nodi, trasportando 420 automobili e 1600 passeggeri.
È un traghetto ro/ro dotato di doppia apertura, sia della prua che del portellone a poppa.
I servizi disponibili a bordo sono: sala poltrone, self-service, bar, gelateria, area giochi per bambini, area video games, Wi-Fi, totem per la ricarica telefonica, aria condizionata, certificazione ISPS. Non sono presenti cabine vista la breve percorrenza delle tratte su cui opera.
I lavori fatti del 2016, presso i cantieri Palumbo, comprendevano: ristrutturazione completa del Ponte 6 con nuovo self-service, area bar, cucine e scale. Seguirono le cabine per gli ufficiali di bordo rimesse a nuovo al Ponte 7 e rinnovo delle poltrone al Ponte 8. La nave è stata verniciata a tema Looney Tunes.
Nel 2017 i motori e la componentistica sono stati aggiornati da Wärtsilä.

## Servizio
La nave fu varata il 26 luglio 1974 presso l'Helsingørs Værft di Helsingør, venendo consegnata il 26 febbraio dell'anno seguente alla compagnia di navigazione danese Mols Linien. Fu messa in servizio sul collegamento tra Ebeltoft e il terminal traghetti di Odden, in sostituzione del precedente Mette Mols. Rimase in servizio su questa linea per i successivi 21 anni. Nel marzo del 1996, con l'ingresso in flotta del nuovo Mette Mols, prende il nome di Mette Mo e viene posta in disarmo quattro mesi dopo a Grenaa.

Nel novembre 1996 fu acquistata dalla compagnia marocchina Comarit, che le diede il nome di Banasa (inizialmente Banassa) e la mise in servizio tra Algeciras e Tangeri. Nel maggio 2003 la nave ebbe un guasto ai motori, in seguito al quale quelli principali furono sostituiti presso l'Ørskov Varv di Frederikshavn, fra novembre 2003 e aprile 2004. Dopo un ulteriore mese di lavori presso il cantiere Blohm + Voss di Amburgo, durante il quale la Banasa fu dotata di una nuova carenatura a poppa, la nave tornò ai collegamenti tra Marocco e Spagna a maggio 2004.

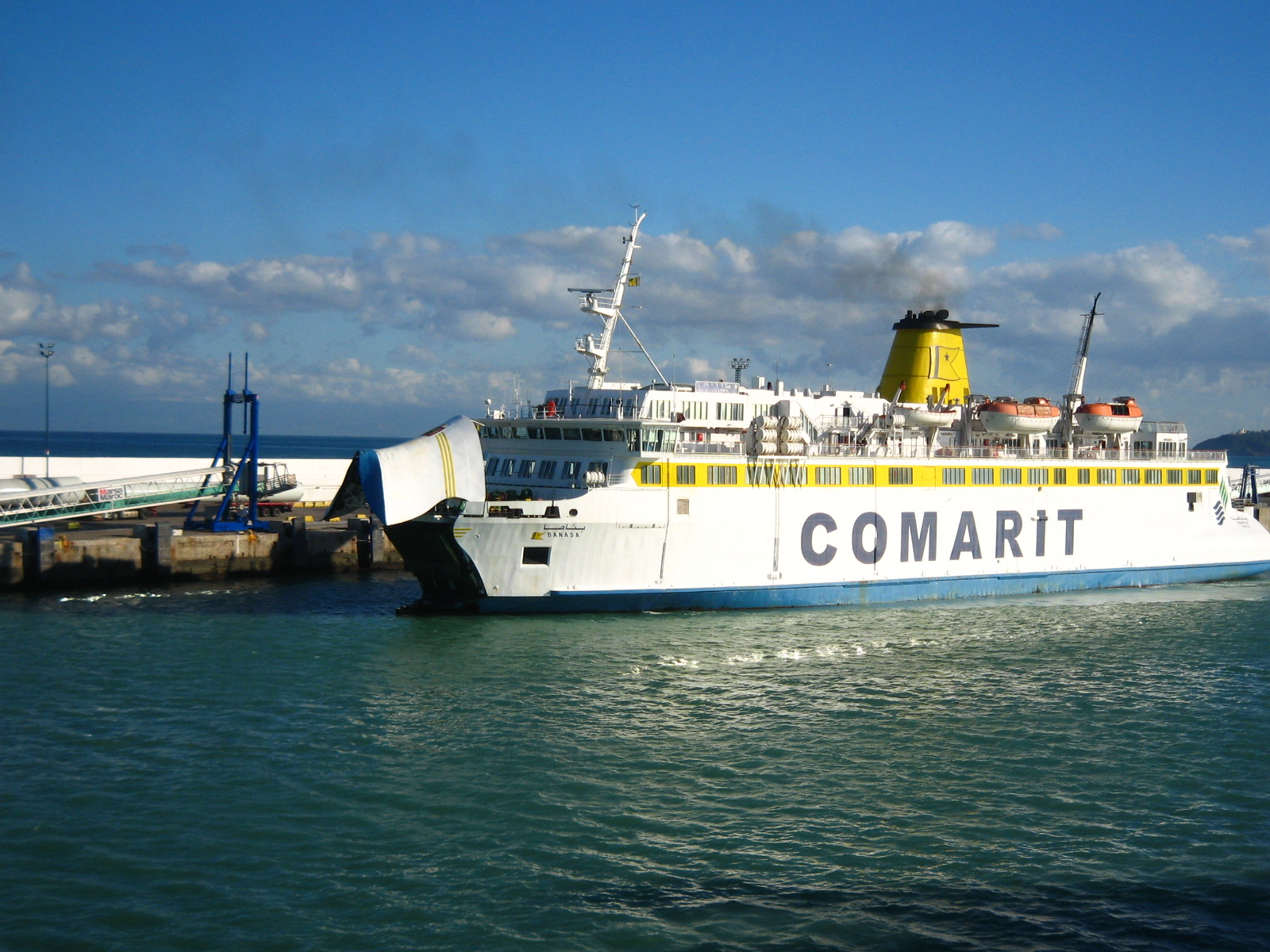
Banasa in servizio per Comarit a Tangeri nel 2008.

Nel 2012, per via delle difficoltà economiche della compagnia marocchina, la nave fu fermata nel porto di Algeciras, rimanendovi in stato di abbandono. Messa all'asta dall'autorità portuale nel maggio 2015, la Banasa fu venduta per la demolizione nei cantieri di Aliağa, in Turchia, dove fu spiaggiata ad agosto.
Tuttavia, prima che avessero inizio i lavori di demolizione, la nave fu acquistata dalla compagnia di navigazione greca European Seaways, che aveva in programma di sottoporla a lavori per rimetterla in servizio. A ottobre la nave, ribattezzata Galaxy, fu rimorchiata a Perama, in Grecia, dove rimase in disarmo fino a dicembre. In seguito la Galaxy fu acquistata da Moby Lines, venendo rimorchiata presso i cantieri Palumbo di Malta per essere sottoposta a una profonda ristrutturazione in vista di un impiego col nome di Moby Kiss a partire dall'estate 2016.

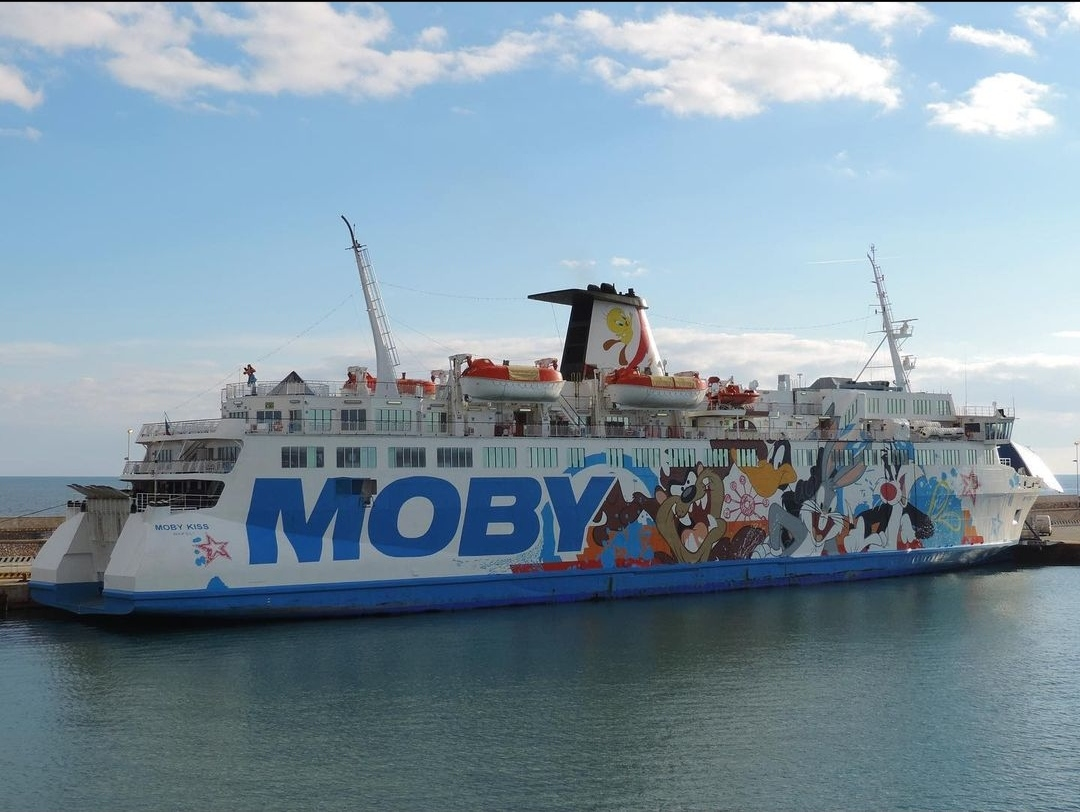
Moby Kiss a Piombino.

Il 30 giugno 2016 giunse nel porto di Livorno, rientrando in seguito in servizio sul collegamento tra il porto toscano e Bastia dopo quattro anni di disarmo. Il 24 marzo 2017 la Moby Kiss entrò in servizio tra Piombino e Portoferraio. Tre mesi più tardi la nave ebbe dei problemi meccanici e fu temporaneamente tolta dal servizio, venendo inviata a Genova per effettuare le necessarie riparazioni. Conclusi i lavori, la Moby Kiss tornò a essere impiegata sui collegamenti da e per l'Isola d'Elba. Nella stagione estiva 2018 la Moby Kiss fu spostata sulle rotte Nizza-Bastia e Livorno-Bastia, quest'ultima effettuata in coppia con la Moby Vincent. Nel 2019, a causa di un incidente che ha causato la morte di un operaio durante il disarmo invernale a Livorno, è stata posta sotto sequestro e sostituita temporaneamente dal Moby Niki. Nell'estate 2019 rientra in servizio sulla linea Livorno-Bastia e Piombino-Bastia. 
Dalla stagione estiva 2020 torna a essere impiegata sui collegamenti da e per l'isola d'Elba. 
Dall'8 al 12 agosto 2022 sostituisce la Moby Vincent sulla Livorno-Bastia, sostituzione avvenuta anche in diverse altre occasioni l'anno seguente.
Il 15 dicembre 2023 viene utilizzata per un'esercitazione chiamata Pollex 2023, dove viene simulato un incendio durante il rifornimento di gasolio.
Nella stagione estiva 2024 la nave alternò il servizio sui collegamenti per l'Isola d'Elba con viaggi tra Livorno e Bastia effettuati nei weekend.

## Navi gemelle
- Volcan de Tamasite (demolito nel 2014)

## Origine del vecchio nome
Il nome Banasa deriva da Iulia Valentia Banasa, colonia romana in Mauretania Tingitana (attuale Marocco).